# ذا ريببلك أوف تي
ذا ريببلك أوف تي (ومعناها جمهورية الشاي) The Republic of Tea هي شركة شاي أمريكية، تأسست في لاركسبور في ولاية كاليفورنيا.
أسسها ميل زيغلر وباتريشا زيغلر وبيل روزنزوايغ عام 1992 في نوفاتا في كاليفورنيا في الولايات المتحدة.
تنتج أكثر من 300 توليفة من الشاي، وتنتشر مبيعاتها في أمريكا الشمالية.